# Sándor Márai
Sándor Márai (Kassa, Hongria, 11 d'abril de 1900-San Diego, Califòrnia, Estats Units, 22 de febrer de 1989), escriptor, periodista i dramaturg hongarès. Márai va recórrer gairebé tot el segle xx, va sobreviure a dues guerres mundials i va romandre en l'exili més de la segona meitat de la seva vida.

## Biografia
Sándor Károly Henrik Grosschmied de Mára, més conegut amb el sobrenom de Sándor Márai, va nàixer l'any 1900 a Kassa Arxivat 2016-03-22 a Wayback Machine. a Àustria-Hongria (avui dia Košice, Eslovàquia), en el si d'una família intel·lectual burgesa d'origen saxó emparentada, per part de pare, amb la noblesa hongaresa dels Ország.
Son pare, d'ascendència alemanya, era el jutge i polític Géza Grosschmid que va arribar a senador del Parlament hongarès entre 1925 i 1932. Sa mare és Margit Ratkovszky, professora a l'Höhere Mädchenschule (o Liceu superior per a nenes). La seva particular trajectòria vital i la seva obra van gaudir d'un destí singular fins i tot després del seu traspàs, quan va ser descobert i traduït. A poc a poc es van conèixer les seves obres (al seu país estaran prohibides fins a la caiguda del règim comunista) i amb aquestes la persona, el burgès, l'europeu, l'humanista i l'immigrant que s'hi amagava.
A l'obra Les bombes de Kassa va escriure parlant de la infantesa: No és veritat que el món sigui infinitament gran. Per als humans, el món és molt gran quan més s'identifica amb els records de la seva infància. Totes les altres coses ens són estranyes; poden ser magnífiques i, de vegades, temibles, però sempre ens seran alienes. Per a la nostra vida i per als nostres sentiments, el món només existeix en la mesura en què reflecteix aquell univers submergit i prodigiós: la infància i la llar.
Amb la seva ciutat tenia una profunda relació que el va marcar intensament. L'esperit i l'ànima de Kassa l'influïen profundament, visqués on visqués, si trobava un ambient semblant se sentia com si hi fos. Per a Márai, Kassa era quelcom més que un espai topogràfic i és per això que va convertir-se en la Ciutat, en majúscula, més enllà de mapes i descripcions. El seu autèntic valor no era palpable, era ideal: Kassa era un símbol etern, font d'una manera de viure idealitzada, encarnació de la cultura i l'ordre.
Márai, educat en el si d'una família burgesa de l'alta Hongria, va rebre a Budapest una educació elitista i catòlica entre 1910 i 1917 en algunes institucions, entre aquestes la universitat catòlica Pázmány Péter, on cursa estudis d'humanitats i literatura al 1918.
Ja comença aleshores a realitzar col·laboracions en gasetes i premsa del moment (Pesti Hirlap, Magyarorszag,Vörös Lobogó). A la dècada dels anys 20, disconforme amb el govern filofeixista de l'almirall Miklós Hörthy, s'exilia durant un temps. Viatjarà per la meitat de l'Europa central i França.

### (1919-1923) Berlín i altres ciutats alemanyes.[4]
Al 1919, després de passar per Praga, Márai arriba a Alemanya i el 1919 es va matricular a l'Institut für Zeitungskunde de Leipzig, on assistirà a algunes classes de periodisme i treballarà de redactor en diverses publicacions del moment (Prager Tagblatt).
Després de Praga i Leipzig, Márai, durant un curt període, s'instal·là a la República de Weimar.
Allí va passar uns anys d'aprenentatge bohemi entre escriptors i cafès d'artistes, guanyant-se la manutenció amb l'escriptura d'articles periodístics, cròniques, proses breus i poemes. En aquesta època observà personalment els inicis del nazisme sense arribar a imaginar-se en el que acabaria.
És la ciutat on va estudiar l'autor de Faust. En la seva novel·la autobiogràfica diu: Goethe m’acompanya per la meva vida i marca cada etapa del meu creixement. Va considerar durant un temps escriure en alemany, però finalment va decidir-se per l'hongarès (la seva llengua materna era l'hongarès, però va dominar des de petit l'alemany).

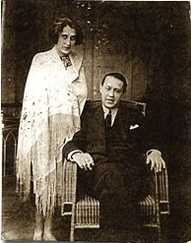
Casament civil de Sandor Márai i Ilona Matzner (Budapest, 1923)

Més tard va anar a viure a Frankfurt i després es traslladarà a Berlín (1921), on va reprendre els estudis de periodisme. Allí va començar a treballar amb una energia imparable com a col·laborador de diaris com Der Drache o Frankfurter Zeitung.
Márai va llegir les obres de Hermann Hesse, els poetes expressionistes i traduí l'obra de Franz Kafka a l'hongarès (el primer que va fer-ho).
Márai s'hi sentia estranger en aquella ciutat on convivia un gran nombre d'immigrants. Només els desplaçats procedents de Rússia s'acostaven als dos-cents mil. Era un món interessant i contradictori, i tan estrany que provocava desconsol, escriu en Confessions d'un burgés.
El 1922 es retroba amb una vella amiga de Kassa, Ilona Matzner, una dona jueva com la seva mare Margit i d'acabalada família burgesa. Al 17 d'abril de 1923, amb 23 anys, va contreure matrimoni en una cerimònia civil. La cerimònia religiosa no tindrà lloc fins a tretze anys més tard.
És una època caracteritzada per la inestabilitat política i econòmica, potser per això va traslladar-se amb la seva família de Berlín a París, tot i que després hi tornarà per continuar la carrera literària, on es convertirà en un dels novel·listes més destacats a l'Hongria de la dècada del 1930.

### (1923-1928) París
Pensàvem quedar-nos unes tres setmanes a París. Ens hi vam quedar sis anys, va dir. Amb el temps, va crear-se una relació ambivalent entre Márai i París. En Confessions d'un burgés va escriure: En aquelles dates portàvem una vida d'exiliats en una ciutat primitiva i malintencionada. Cada setmana pensàvem que n'havíem de marxar.
Quan criticava la ciutat i se’n sentia disgustat i descontent ho feia en qualitat de ciutadà parisenc preocupat: per a qualsevol europeu, París era la joventut de l'ànima, va dir.
Durant la seva estada a París, va sentir-se atret, de la mateixa manera, per la gastronomia i els misteris de la ciutat. Anava de cafè en cafè (la Coupole, le Dôme) i enviava, cada vegada amb més freqüència, articles i col·laboracions al diari Újság de Budapest.
En aquesta època va publicar diverses obres: l'obra de teatre Männer, el tom de relats L'inquilí desconegut i la novel·la Transformacions de Marenka. També coneixerà alguns dels representants més destacats de l'avantguarda estètica del moment.
Malgrat les seves experiències ambivalents, a París se sentia com a casa i hi retornava sovint, ja que compartia el pensament de D'annunzio: tots els escriptors i tots els artistes tenen dues pàtries: el lloc on van néixer, amb el qual els uneix la sang i la llengua, i París.

### (1928-1948) Budapest
A principis dels anys 1930, torna a Budapest en plena Segona Guerra mundial. A l'any 1928 va instal·lar-se en un barri modest de Krisztinaváros; treballarà com a editor i crític literari al Budapesti Napló de Budapest.
Budapest, comparada amb Kassa, semblava una ciutat sense ambient i, no obstant això, Márai la necessitava per a arribar a ser un bon escriptor, per a crear nous mites, per a créixer. Va ser el seu lloc de residència i en el seu ambient i el seu passat hi havia quelcom de Kassa. Per a Márai, Budapest era sobretot els cafès on escrivia articles i es reunia amb altres escriptors, però també tavernes on li agradava seure amb una copa a la mà i no fer res, tan sols observar, i els balnearis. Molts dels seus escrits es nodrien de les seves observacions.
Al 1934 mor el seu pare, Géza Grosschmid.
Uns anys després, el 28 de febrer del 1939, Lola i Sándor seran pares d'un nen, Kristóf Géza Gábor. Malauradament el petit va viure gairebé sis setmanes. Mor poc temps després per una hemorràgia interna, sembla que era hemofílic, igual que la seva mare. La parella no tindrà un altre fill biològic però més endavant, al 1945, adoptarà un nen orfe, János Bobocsay, nascut el 1941.
Els vint anys que va viure a Budapest constitueixen el període més llarg de la seva vida i el més important de la seva carrera com a periodista: va escriure milers d'articles i va publicar textos breus sobre novel·la i assaig.
En els anys de la guerra es va convertir en un prolífic escriptor: La dona justa, L'última trobada, a més de La gavina, L'herència d'Eszter, Divorci a Buda o L'amant de Bolzano, aquesta última amb el protagonisme de l'aventurer venecià Giacomo Casanova.

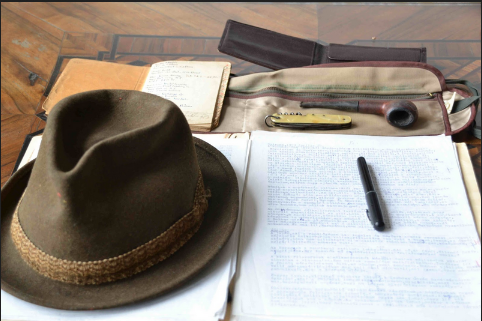
Objectes personals de l'escriptor Sándor Márai

En les seves obres, Márai retratava la decadència del món burgès, que era el seu món, i els seus ideals cada vegada més deslluïts, así como les possibilitats de les relacions humanes. Aquesta classe mitjana hongaresa és en la forma de vida en què vaig néixer, vaig observar, vaig arribar a conèixer i escodrinyar en totes les seves característiques fins a les mateixes arrels, i ara veig que tot es desintegra. Potser aquest és l'únic deure de la meva vida, de la meva vida: delinear el curs d'aquesta desintegració.
Pel que fa al seu estil, tractava els personatges amb ironia/autoironia (Csutora), amb tendresa (Confessions d'un burgés, L'última trobada) i el tema constant i persistent dels límits de les relacions humanes (Divorci a Buda, L'herència d'Eszter).
Al 1941, a Patrulla a Kassa va escriure: per més que m’ho proposés no podria ser cap altra cosa que hongarès, cristià, burgès i europeu. Els Dietaris, escrits a partir de 1943 i fins a la seva mort, es convertirien en una de les seves obres més destacades.

En aquella època rebia el reconeixement de la societat per a la qual escrivia, però no així a l'estranger per l'aïllament que comporta una guerra. Dins de la seva genialitat l'anonimat s'escolava en la seva vida, derivat del seu temps i situació geogràfica.

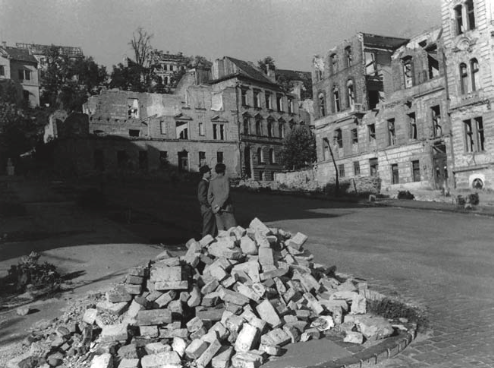
Budapest, 1945. Casa de Sándor Márai bombardejada

Quan els nazis van accedir al poder a Alemanya, l'escriptor hongarès va ser un dels primers a oposar-se obertament a Hitler amb contundents articles. Amb la incorporació d'Hongria a les forces de l'eix el 1941, Márai va tenir dues opcions: continuar oposant-se obertament a l'Alemanya nazi i a l'aliança amb ella (la qual cosa el portaria sens dubte a la mort en un camp de concentració) o dedicar-se a la literatura allunyada de la política. Sense possibilitat d'escapar de l'estat dictatorial hongarès, se n'encaminà cap a la segona, afermant la seva seguretat sempre que no intervingués en política i menys encara escrivís sobre ella, ja que Márai era la ploma més autoritzada d'aquesta nació i la seva possible detenció es convertiria en propaganda negativa per al règim.
L'any 1945 van perdre tot el seu món, en tornar del poble on s'havia refugiat durant el setge de Budapest, on va veure l'arribada de les tropes soviètiques, va trobar la seva casa en ruïnes. Una bomba va impactar contra el seu pis: la biblioteca i el lloc on creava les seves obres van cremar-se totalment.
Al 1945 el nomenen membre de l'Acadèmia de Ciències d'Hongria. També li van oferir la presidència del Pen club hongarès; la va rebutjar, igual que havia rebutjat la presidència de l'Associació d'escriptors hongaresos. Ell només volia ser i continuar sent escriptor.
Després de la II Guerra mundial l'ocupació alemanya va ser substituïda per l'ocupació soviètica. Márai va ser molt critic amb el nazisme i a la vegada tampoc va sentir gens d'afinitat ideològica amb el règim comunista que el substitueix. Amb la incipient arribada del govern comunista, a poc a poc se li feu la vida impossible i el fet que no el deixessin callar lliurement, segons havia dit ell mateix, va portar-lo a marxar definitivament del seu país amb la seva muller, Lola Matzner i el seu fill, János Jáky.
Després de la marxa del seu país, la seva obra, tant novel·les, obres de teatre com poemes, va ser prohibida a l'Hongria comunista, fet que va provocar que la seva narrativa fos desconeguda internacionalment fins a la caiguda del comunisme als països de l'Est.
A partir d'aquest moment, el món és la seva pàtria i la seva identitat hongaresa es redueix a la seva llengua materna. Márai farà un resum d'aquests anys de la seva vida en l'obra Memòries d'Hongria. La família Márai marxarà primer a Suïssa, després anirà a Itàlia i posteriorment s'exiliarà als Estats Units, on Sándor es nacionalitzarà estatunidenc el 1952.

### (1948-1952) Suïssa i Nàpols
Amb motiu d'una reunió internacional d'escriptors al setembre de 1948 a Ginebra, obté fàcilment un visat per a ell i la seva família.
Les primeres ciutats de la seva emigració van ser Zuric i Ginebra, que tenien una freda pulcritud i un buit interior que s'unien a la tristesa existencial que Márai sentia en aquesta època.
Després de Suïssa aniran a Nàpols, al districte de Pausilippo. Tan indiferent era que va convertir-se en una de les ciutats per la qual va sentir més afecció: era un bastió de la cultura europea, el seu passat acumulava l'espiritualitat de gairebé tot el continent, amb Ulisses i Virgili, Pompeia i el Mediterrani, museus i biblioteques... L'impressionava el paisatge, el tranquil·litzava el mar i banyar-s'hi li proporcionava moments de calma després d'haver deixat el seu país.
A Nàpols va escriure el seu poema Discurs fúnebre, en el qual immortalitzava els emigrants sense destí i aprofundia sobre la pèrdua de la llengua materna: Tots els altres, tots els que abandonen la seva pàtria s'exilien d'un país; jo, un escriptor, vaig exiliar-me de la meva llengua materna.
A Itàlia va escriure la seva novel·la sobre Ulisses, Pau a Ítaca, amb un to completament diferent del de les seves obres publicades al seu país. Fins i tot, va dedicar una novel·la a Nàpols: La sang de sant Genaro, que era la història de la ciutat i també l'experiència de l'emigració i la vivència d'un emigrat.
Aquests tres anys i mig a Itàlia, a Posillipo, van ser el millor regal de la meva vida. M’agradava tot i sabia que, a la seva manera, ells, els italians del sud, també m’acceptaven a mi, va dir al 1952. A la meva vida, el fet d'acomiadar-me de Nàpols, de Posillipo, va resultar-me més dolorós que qualsevol altre adéu a qualsevol persona o cosa.
Ràdio Europa lliure encarregarà a Márai les emissions habituals destinades a Hongria, les quals no acabarà fins a 1967, incloent el període de la insurrecció de 1956; per aquest motiu viatjarà sovint a Roma.
Li sabia greu abandonar Itàlia i, per tant, Europa. Malgrat tot, havia de marxar-ne perquè el seu estatus de refugiat polític (displaced person) l'obligava a fer-ho. Després va instal·lar-se definitivament als Estats Units.

### (1952-1968) Nova York
El 1952, després d'estar vivint a Suïssa i Itàlia, s'estableix a Nova York, on rebrà la ciutadania nord-americana. Allà li quedaven els passeigs, els records, les biblioteques -especialment la Public Library del carrer 42-, però va quedar marcat definitivament per la idea de «pelegrí i estranger».

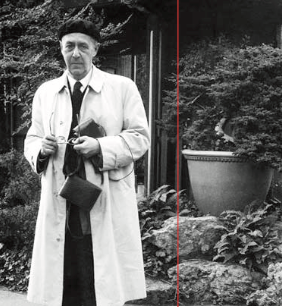
San Diego, Califòrnia, 1959. Sándor Márai

Per a Márai, Nova York era un lloc on tot era una còpia, tot era «com si...», per això, moltes vegades en els seus Dietaris Sándor Márai havia descrit aquesta ciutat com a estranya, sense ambient, a la qual és impossible acostumar-se. Trobava a faltar Europa, trobava a faltar els amics i no aconseguia posar-se a treballar ni, tampoc, un lloc agradable per viure.
Escriure els seus diaris va esdevenir una activitat vital i, mentrestant, preparava el guió d'altres obres que trigaria temps a dur a terme. Márai es converteix en editor de les seves obres, que distribueix a amics i llibreries hongaresos de tot el món.
Marai va quedar profundament decebut per la falta de suport per part de les gran potències occidentals a la Revolució hongaresa del 1956. A finals de 1967 retorna a Itàlia, a Salern.

### (1967-1980) Salern
Aquesta fou l'etapa més fructífera de l'emigració, va tornar a rebre visites i a fer noves amistats. La proximitat al mar, on quasi cada dia es banyava, feia que se sentís a casa. El pelegrí i estranger Márai es trobava unit a aquest element primigeni, que per a ell era un símbol vital (el pelegrinatge, la forma de ser pròpia d'Ulisses) i el símbol de la vida (bany, renaixement).
Durant els anys de la seva emigració, per a Sándor Márai la naturalesa humana i la relació de l'individu amb el poder continuen sent qüestions clau i fonamentals. Això era al mateix temps una forma d'introspecció i d'autoanàlisi. Va publicar una sèrie d'obres com Judici a Canudos (1970), Terra, terra! (1972) o El reforçador (1975).
El 6 de maig de 1980 Márai i la seva família van abandonar novament Itàlia i deixen Salern: No era gens fàcil deixar aquella bonica ciutat i tristament noble: em consolava el fet de viure entre ells, entre aquells italians llestos, de bones maneres i humans, va dir al 1980.

### (1980-1989) San Diego, Califòrnia.
Tornan als Estats Units, aquesta vegada és a la costa del Pacífic, a San Diego, Califòrnia, on ell i Lola s'estableixen, a uns 60 km del seu fill János. Els Márai ja havien estat allà unes quantes vegades i, en el viatge que van fer el 1959 pels Estats Units, San Diego, ja els havia captivat.
El escriptor va continuar escrivint la seva obra en hongarès. Per a ell, San Diego s'assemblava molt a Salern, era un lloc entranyable i, malgrat tot, d'aire mediterrani. La cultura d'aquesta ciutat no provenia del seu esperit, sinó dels llibres, de la biblioteca, de les tradicions espanyoles i de la lectura. En aquella època, va tornar a dedicar-se a la novel·la (Amor de dos cors) i als seus Dietaris.
Un dels motius més importants del trasllat era que tots dos, d'una edat ja bastant avançada, tenien més confiança en el sistema americà d'atenció sanitària que en la sanitat italiana. I, naturalment, en els seus últims dies desitjaven estar prop del seu fill, que en aquella època vivia amb la seva família a Carlsbad. János hi treballava com a enginyer en una empresa d'ordinadors, estava casat des de feia temps i tenia tres filles amb la seva dona americana, Harriet. Lola estimava les seves netes: Lisa, Sarah i Jennifer Márai. A Márai l'entristia que no entenguessin ni parlessin una sola paraula d'hongarès.
A partir de 1985, la seva vida a San Diego va alterar-se profundament a causa d'un seguit de pèrdues dels qui més estimava. Van morir el seu germà Gabor, la seva germana Katò i després el seu darrer germà Géza von Rádványi, famós director de cinema.
La salut de Lola s'estava deteriorant: gairebé cega, pèrdua freqüent de consciència, deteriorament de les facultats mentals i càncer. I el mateix Sándor és víctima de glaucoma, fet que redueix en gran manera la seva visió.
Si recuperés les forces fins al punt que se'm permetés traslladar-la a casa, l'únic que em motivaria a fer-ho seria estar junts fins a l'últim moment. Però en el seu estat actual no es pot comptar amb això, i d'altra banda és probable que jo no fos capaç de cuidar-la, mig cec com estic i esgotat després d'aquests set mesos que porto atenent-la dia i nit. Camino molt insegur fins i tot amb el bastó, així no podria aixecar-la, ni asseure-la, etc. No hi ha res més a fer. Només el que ha passat: l'hospital, cuidar-la allà, esperar que es recuperi o s'adormi. Tenim la mateixa edat, hem viscut la vida sencera (vuitanta-sis), si el destí és piadós morirem junts, cosa que seria un gran regal. Es va dedicar per complet a donar suport a Lola fins a la seva mort, el 4 de gener de 1986.
Un any després, el 23 de abril de 1987, i amb només 46 anys, perd al seu fill, János Babócsay, d'endocarditis. János (que havien adoptat per desig de Lola quan tenia 3 anys) havia estat durant quaranta-tres anys el nostre fidel company de viatge a través de mars i continents, era la personificació de l'honradesa, la fidelitat i la delicadesa, escriu Sándor després de la seva mort.
Mentrestant la seva persona i la seva obra eren objecte d'una atenció cada vegada més gran al seu país. Les autoritats soviètiques d'Hongria el convidaven amb insistència a retornar al seu país, però mai no va acceptar aquelles invitacions a causa del sistema polític imperant.
Sándor Márai, que patia càncer i una severa depressió, va anar-se preparant per a la seva pròpia mort, va aïllar-se cada vegada més. Va acabar de publicar el que ell considerava la seva obra magna, La nissaga dels Garren (A Garrenek müve), una obra amb què retorna a l'experiència més fonamental de la seva carrera com a escriptor, a la classe social d'on provenia -la burgesia- i a la seva ciutat natal, Kassa. En aquesta novel·la, la ciutat es converteix nítidament en dipositària del passat, en un etern arsenal de records.

Escriu al seu editor István Vörösváry una última nota: Estimat István, estimada Iren, ho sento molt, ja no puc més. La debilitat no desapareix i, si segueix així, aviat hauran d'ingressar-me. Voldria evitar-ho. Gràcies per la vostra amistat. Cuideu-vos molt. Us desitjo tot el millor. Sándor Márai. El 21 de febrer de 1989 decideix llevar-se la vida d'un dispar al cap a San Diego (Califòrnia) als 88 anys, 3 anys després de la pèrdua de la seva dona i fill, successivament. Les seves cendres, com les de la seva muller i les del seu fill, van ser llançades a l'oceà. Portaran el llegat familiar les seves tres nebodes: Lisa, Sarah i Jennifer Márai. 

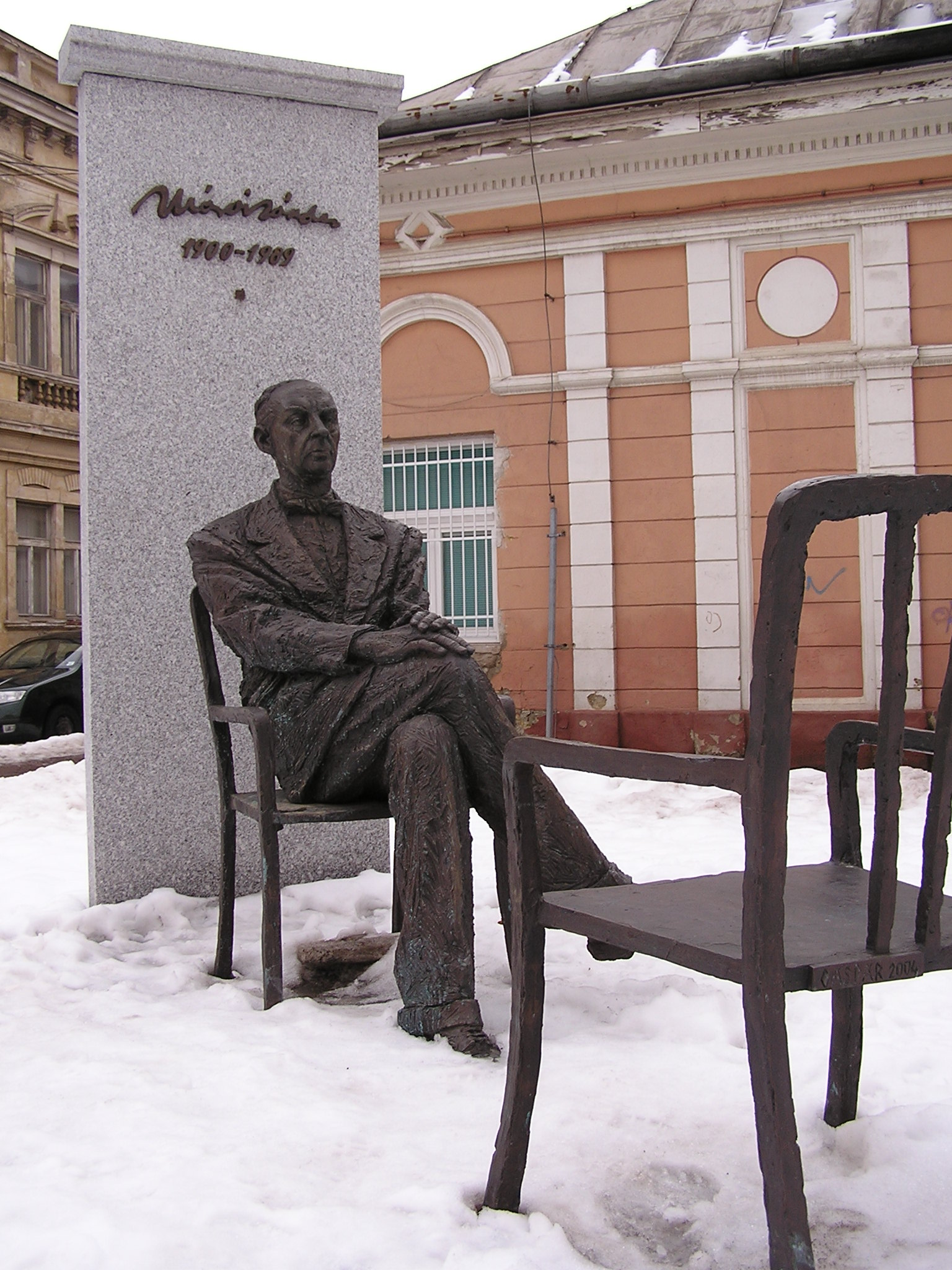
Escultura Diàleg en honor de l'escriptor, a Kosice

Fins i tot amb el meu darrer sospir agraeixo al destí que hagi pogut ser un home i, també, que en la meva ànima tenebrosa s'hagi encès una espurna d'intel·ligència. He vist la terra, el cel i les estacions. He conegut l'amor, els fragments de la realitat, els desigs i els desenganys. He viscut en la terra i, a poc a poc, m’he asserenat. Un dia em moriré, i això és prodigiosament natural i senzill. Hauria pogut succeir-me alguna altra cosa millor i més senzilla? No. He viscut tant com he pogut i he viscut el millor de tot: el destí de l'ésser humà. Una altra cosa millor que aquesta no m’hauria pogut passar, escriu a l'obra Herbolari el 1943.
La seva obra comprèn novel·les, obres de teatre, poemes i diaris íntims; va ser publicada per editorials hongareses en l'exili, entren a Hongria de manera clandestina.

### Vida després de la vida
Al 1990 va rebre a títol pòstum el Kossuth Prize, i es començaran a traduir les seves obres a altres idiomes europeus. La llengua hongaresa condemna els seus escriptors a la solitud dintre la literatura mundial. Aquest “monolingüisme” dificulta la transmissió de la literatura a altres nacions.
Completament oblidat fora de les fronteres d'Hongria, Márai ha estat redescobert a Occident de manera espectacular als anys 1990. La seva obra es compara a autors com Thomas Mann i Gyula Krúdy. Va ser una autèntica revelació el fet que l'any 1998 l'editorial Adelphi de Milà publiqués la novel·la L'última trobada.

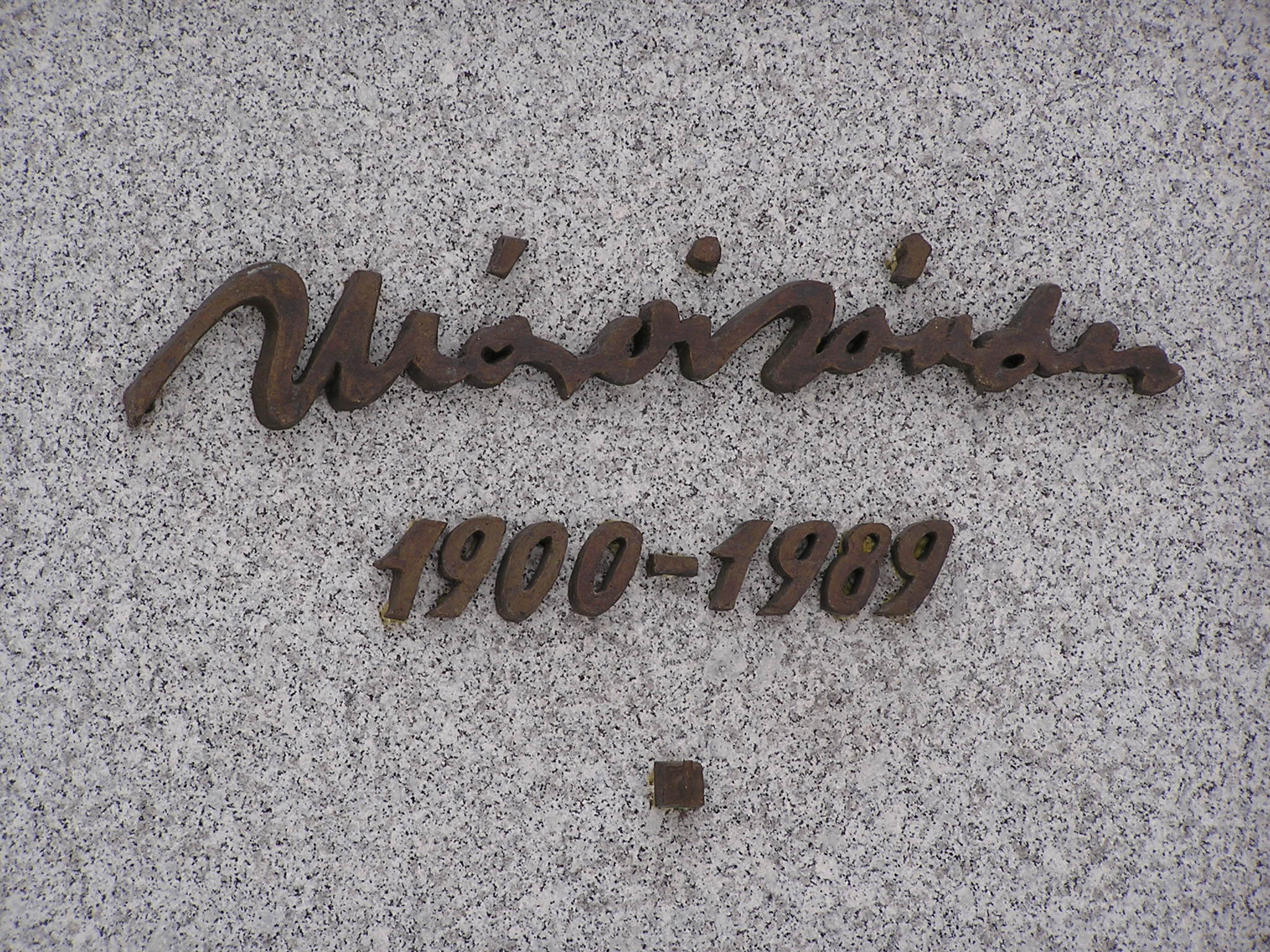
Signatura de l'autor

Roberto Calasso, un dels directors de l'editorial, havia llegit el llibre en francès. En vuit mesos, va arribar a la desena edició. Tot seguit, els lectors d'Alemanya, estat espanyol, Holanda, Gran Bretanya i els dels països de l'Extrem Orient van tenir, també, la possibilitat de llegir-la i, més endavant, altres títols de Márai. Actualment és considerat com a peça clau de la literatura europea del segle xx.
Márai va dir al 1942 en la seva obra Cel i terra sobre l'èxit: Qualsevol èxit desperta sospites. Què en faig jo de l'elogi que em fa el meu carter? No es pot conquerir el món, només se’l pot convèncer. El conqueridor, aquell al qual el món abraça contra el seu pit, sempre renuncia a ell mateix; el que convenç sotmet quelcom o a algú, a una persona o a alguna mena de neciesa. Jo vaig buscant per la vida aquest altre èxit, que només pot ser personal: vull convèncer alguna altra ànima. I això és el màxim.

## Obres traduïdes al català[16]
- Els rebels / Zendülők (1930)

Traducció de Jordi Giné de Lasa i Imola Szabó. Barcelona : Empúries / Salamandra, 2009.
Primera part d'un conjunt de novel·les anomenat L'obra dels Garren / A Garrenek műve (1988)
- L'estranya / A sziget (1934)

Traducció de Sabina Galí. Barcelona : Empúries: Salamandra, 2008.
- Divorci a Buda / Válás Budán (1935)

Traducció d'Esteve Farrés. Barcelona, Empúries: Salamandra, 2002.
- L'herència d'Eszter / Eszter hagyatéka (1939).

Traducció d'Antoni Garcia Santiago. 1a edició dins aquest segell. Barcelona, Empúries: Salamandra, 2011.
- L'amant de Bolzano / Vendégjáték Bolzanóban (1940)

Traducció d'Antoni Garcia Santiago. Barcelona, Empúries: Salamandra, 2003.
- La dona justa / Az igazi (1941)

Traducció d'Eloi Castelló Gasol i Anna Soler Horta. 1a edició dins aquesta col·lecció. Barcelona, Edicions 62: Salamandra, 2008.
- L'última trobada / A gyertyák csonkig égnek (1942).

Traducció d'Antoni Garcia Santiago. Barcelona, Empúries: Salamandra, 2011.
- La gavina / Sirály (1943).

Traducció de Jordi Giné de Lasa i Imola Szabó. Barcelona, Empúries: Salamandra, 2011.
- Alliberament / Szabadulas (1945).

Traducció de Jordi Giné de Lasa i Imola Szabó. Barcelona: Empúries, 2012.
- La germana / A novér, (1946)

Traducció de l'hongarès d'Eloi Castelló. Barcelona: Empúries, 2007.
- Dietari (1984-1989) / (Napló, 1984-1989)

Traducció de Francesc Rovira i Jordi Giné de Lasa. Barcelona, Empúries: Salamandra, 2008.